# ミラン (ミサイル)
ミラン（仏: Milan）は、第2世代の対戦車ミサイルである。1962年に開発が始められ、1971年に完成、1972年からの採用である。名称の「Milan」は歩兵用軽対戦車ミサイルを意味するフランス語「missile d´infanterie léger antichar」に由来する。
フランスと西ドイツ（当時）の協同開発だが、ライセンス生産はイギリスのブリティッシュ・エアロスペースのほかスペインとインドでも行われている。
誘導は半自動指令照準線一致誘導方式で、発射機を目標に照準することで誘導される。MIRA赤外線照準装置により、夜間での射撃も可能である。歩兵が運用するほか、車載型もある。

## 運用
2003年のイラク侵攻の際、１基のミラン対戦車ミサイルがイギリス軍のチャレンジャー2を攻撃したが、装甲に阻まれ撃破に失敗した。
ヒズボラが、2006年のイスラエル・レバノン紛争でイスラエル戦車を攻撃している。シリアまたはイランから供給されたものだと考えられている。

## 派生型
ミラン
成形炸薬弾頭（1972年）
ミラン 2
成形炸薬弾頭（1984年）
ミラン 2T
タンデム成形炸薬弾頭（1993年）

ミラン 3
タンデム成形炸薬弾頭
ミラン ER
射程を延伸

## 採用した国と地域
- アルジェリア
- オーストラリア
FGM-148 ジャベリンへ更新中。
- ブラジル
- ボスニア・ヘルツェゴビナ
- ベルギー
スパイクMRへ更新予定。
- コントラ
- チャド
- キプロス
- エストニア
- エジプト
2024年時点で、エジプト陸軍が保有[1]。
- フランス
FGM-148 ジャベリンへ更新予定。2023年時点で、フランス陸軍が地上発射型と車載型を保有[2]。
- ドイツ
スパイクLRへ更新中。
- ギリシャ
- 西サハラ
- シリア
第四次中東戦争、レバノン戦争で使用。
- インド
- アイルランド
アイルランド陸軍が運用[3]。退役済み[4]。
- イラン
- イラク
- イタリア
- ケニア
- レバノン
2024年時点で、レバノン陸軍が保有[5]。
- リビア
- メキシコ
- モロッコ
2024年時点で、モロッコ陸軍が保有[6]。
- 北マケドニア
2024年時点で、北マケドニア共和国軍が保有[7]。
- ニカラグア
- オマーン
2023年時点で、オマーン陸軍とオマーン国王親衛隊が保有[8]。
- パキスタン
- ポルトガル
- カタール
2023年時点で、カタール陸軍が保有[9]
- ロシア
- シンガポール
2023年時点で、シンガポール陸軍が保有[10]。スパイクへ更新中。
- 南アフリカ共和国
- スペイン
スパイクLRへ更新中。
- トルコ
- イギリス
FGM-148 ジャベリンへ更新中。
- アメリカ合衆国
- ウルグアイ - 2024年時点で、ウルグアイ陸軍が保有[11]。
- ペシュメルガ